# Saman Arastoo
Saman Arastoo (en persa: سامان ارسطو‎; Shahrud, 5 de junio de 1967) es un actor y director iraní. Protagonizó el drama de 2003 Abadan antes de su transición y dirige obras sobre la aceptación de las personas transgénero en la sociedad iraní.

## Carrera
Tras una amplia publicidad en torno a su transición de género, Arastoo ha sido una figura pública para la comunidad transgénero iraní, incluida la realización de talleres de terapia dramática como "Self Cognition". Su obra Khodkar-é-Bikar (Lapicero inútil) presenta personajes transgénero interpretados por actores transgénero.
Arastoo fundó el Grupo de Teatro Avaye Divanegan en 1983. El nombre se traduce como "Música de los enloquecidos".

## Filmografía
| Año  | Título            | Rol   |
| ---- | ----------------- | ----- |
| 2003 | Abadán            | Actor |
| 2004 | Friday's Soldiers | Actor |
| 2008 | Tigh-zan          | Actor |

## Vida personal
Arastoo describe su primer matrimonio en 1991 como un "matrimonio forzado" cuyo divorcio duró un año y medio. Se sometió a cirugías de afirmación de sexo a los 42 años en 2008. Se volvió a casar en 2015.